# Тодор Душанцалията
Тодор Ненчов Душанцалията, споменаван и като Тодор Душанов, е български национален революционер, виден деец на Априлското въстание, делегат от Копривщица в събранието на Оборище и член на Копривщенския комитет. Роден е на 27 юни 1844 г. Обесен е от турците в Пловдив след разгрома на въстанието в 1876 г.

## Биография
Счита се родом или най-малкото много тясно е свързан със с. Душанци от където идва и прозвището му „Душанцалията“, Според Захари Стоянов е родом от Копривщица и е бил:
със среден ръст, с малки възруси мустачки, с пълно червено лице и доволно красиво, смирен и добродушен до крайности..... В Египетска Александрия преживял Тодор около цели 8 години, караабаджия, гдето той със строга пестеливост можал да тури настрана доволно парици и въобще работата му тръгнала добре. За да направи съучастници в това свое щастие и своите бедни родители, Тодор се наканил да се върне в родното си място след осем години, по празниците на Възкресение. ... Каблешков, който в това време правеше нощта на ден и деня на нощ, зърнало тая нова жертва и скоро Тодор бил посветен в работите на настъпающето движение, като жертвувал и едно голямо количество пари за святото дело. Тодор дотолкова се бил увлякъл в приготовлението, дотолкова присърце захванал да работи, щото него и даскал Найдена избрали от Коприщица за депутати в събранието на Оборище. Той присъствува на това събрание и подписа акта на въстанието; а после, във време на самото въстание, бил е един от най-горещите деятели. ....Него обвиняваха най-много, ако помня добре, в клането на коприщенските цигани, което не беше дотам основно, защото той не взе твърде голямо участие в това „геройско дело“. Един ден, после обяд, в затвора влезе един юзбашия с няколко още заптии, които обявиха на Тодора да си прибере едно-друго, защото е пристигнала заповед да го карат в Одрин. Всичките затворници, които бяха там наблизо и можаха да чуят тая заповед на юзбашията, усетиха се, че работата не е добра. Тодор ще върви на бесилницата, а само за да не се уплаши, говореше му се, че в Одрин ще отива. Усети се и Тодор що го чака. Нему се наляха очите със сълзи и жално-жално изгледа той присъствующите си другари.
— Лъжете ме вие мене – каза той на юзбашията,— аз отивам не в Одрин, а на бесилката... – После се обърна към своите другари, от които поиска прошка, и им подаваше някакъв ключ, за да го дадат на майка му.
И тръгна той с бързи крачки пред юзбашията-джелатин, като че отиваше да изпълни един дълг, една неизбежна обязаност, един обряд! Тъй умира българинът!...
От дрехите на покойния, които се раздадоха по сиромасите из затвора, и аз се сподобих с една риза, която ми даде Иван Душков.

## Паметта за Тодор Душанцалията
Село Душанци редовно го чества тържествено и е смятан за един от най-видните и най-заслужилия за България душанцалия. В Общинския съвет на община Пирдоп, в която е селото, от жителите му е внесено искане централният им площад да носи неговото име.